# António Leitão Amaro
António Egrejas Leitão Amaro (Tondela, Guardão, Caramulo, 2 de abril de 1980) é um jurista e político português. Viveu toda a sua juventude no Caramulo, distrito de Viseu, até ingressar no ensino superior. Atualmente, desempenha as funções de vice-presidente do Partido Social Democrata e de Ministro da Presidência de Portugal. Foi Secretário de Estado da Administração Local do XIX Governo Constitucional entre abril 2013 e outubro de 2015.[carece de fontes?]

## Biografia
Foi deputado à Assembleia da República Portuguesa pelos círculos eleitorais de Viseu e Lisboa de 2009 a 2019, tendo sido Vice-Presidente do Grupo Parlamentar do Partido Social Democrata na XIII Legislatura (2015-2019).[carece de fontes?]
Em 1998, ingressa no curso de Direito na Faculdade de Direito da Universidade de Lisboa, obtendo a licenciatura em 2003. Enquanto estudante exerceu vários cargos de representante dos estudantes, incluindo Presidente da Mesa da Assembleia Geral da Associação Académica da Faculdade de Direito da Universidade de Lisboa, membro do Conselho Diretivo da Faculdade de Direito e membro do Senado da Universidade de Lisboa.
Em setembro desse mesmo ano, iniciou a sua carreira profissional como advogado estagiário na sociedade de advogados ibérica Cuatrecasas, permanecendo até dezembro de 2006 como advogado associado.
Em 2005, inicia um curso de pós-graduação de Regulação Pública e Concorrência pela Faculdade de Direito da Universidade de Coimbra, tendo duração de apenas 1 ano. Em outubro de 2005, vem a desempenhar funções de Professor Assistente na Universidade de Lisboa, tendo abandonado o cargo em novembro de 2006. Em 2007, parte para os EUA, procurando novas experiências e obter o título de mestre na Harvard Law School, Harvard University, tendo concluido em 2008. Até 2009 foi também Investigador Visitante da Harvard Law School. Em 2016 concluiu o curso de Pós-Graduação em Estudos de Economia pelo ISEG - Instituto Superior de Economia e Gestão da Universidade de Lisboa. Em Novembro de 2019 retomou, a tempo inteiro, o doutoramento em direito público pela Universidade Católica Portuguesa estando a preparar a dissertação sobre instituições independentes em política monetária e orçamental.
Em fevereiro de 2008 trabalhou como gestor de projecto de internacionalização na empresa Derovo, SGPS, onde exerceu a sua função durante 6 meses. António Leitão Amaro, militante da Juventude Social Democrata desde os 14 anos, é eleito Secretário-Geral desta estrutura em dezembro de 2008, onde manteve neste cargo durante 2 anos e 1 mês.
Em janeiro de 2009 é convidado pelo Instituto Superior Técnico para ser Professor Auxiliar da cadeira de Direito Empresarial e em setembro do mesmo ano pela Universidade de Lisboa para lecionar cadeiras do curso de Direito.
Em setembro de 2009 António Leitão Amaro é eleito Deputado à Assembleia da República, pelo Partido Social Democrata, pelo círculo de Lisboa, coordenando os deputados deste partido na Comissão Parlamentar de Ambiente, Ordenamento do Território e Poder Local. Mais tarde, em outubro de 2015 foi eleito Deputado pelo círculo de Viseu, como cabeça-de-lista do PSD, tendo aí o Partido obtido o melhor resultado a nível nacional. Nesse ano tornou-se Vice-Presidente do Grupo Parlamentar do PSD com os pelouros das Finanças, Orçamento, Administração Pública e Macroeconomia.
No verão de 2019 comunicou a sua indisponibilidade para nova recandidatura ao Parlamento, que abandonou com no início de nova legislatura em outubro 2019.
Dedicou-se então à carreira académica, preparando a dissertação de doutoramento e tornou-se também Marshall Memorial Fellow do German Marshall Fund of the United States (2019) e em Europaeum Scholar (2020).

## Obras
É autor de algumas obras publicadas como:
- “Estagnação Secular? Consequência de uma efetiva tendência demográfica?”, Revista de Finanças Públicas e Direito Fiscal, IX, 4, 2017, 13-75
- "Princípio constitucional da sustentabildade”, Estudos em Homenagem ao Prof. Doutor Jorge Miranda. Coimbra Editora, 2012. 405-432
- "Propriedade Privada", Enciclopédia da Constituição Portuguesa, Ed. Quid Juris? 2013. 285-287
- "Perspectivas de reorganização institucional dos serviços de águas”.  Direito da Água. Ed. ERSAR. 2013. 39-69
- "Tal pai, tal filho: os caminhos cruzados do princípio do poluidor pagador e da responsabilidade ambiental", Revista Jurídica do Urbanismo e do Ambiente, Coimbra, n.23-24(Jan.-Dez.2005), p. 9-108
- "A estabilização dos efeitos dos administrativos anuláveis pelo decurso do tempo", Direito e Justiça, Universidade Católica Portuguesa, Lisboa, Vol. XIX, 2005, 9-119.
- Opções Energéticas para Portugal ¿ Produção Sustentável e Consumo Eficiente, COORDENADOR. Pactor ¿ Edições de Ciências Sociais e Política Contemporânea, Novembro 2010.
- Regime jurídico da micro-geração. Actas do Colóquio ¿ Ambiente & Energia, org. de Carla Amado Gomes e Tiago Antunes, Instituto de Ciências Jurídico-Políticas, Abril de 2011, 249-278. Disponível para download em https://web.archive.org/web/20121112230917/http://www.icjp.pt/publicacoes.
- Perguntas à Propaganda de um País Dependente, Revista Focus, Suplemento Especial Energias e Climatização, Novembro 2010, p. 62 a 65.